# Cavalleria rusticana
Cavalleria rusticana (título original en italiano; en español, Nobleza rústica o Caballerosidad rústica) es un melodrama en un acto con música de Pietro Mascagni y libreto en italiano de Giovanni Targioni-Tozzetti y Guido Menasci, basado en un relato del novelista Giovanni Verga. Considerada una de las clásicas óperas del verismo, se estrenó el 17 de mayo de 1890 en el Teatro Costanzi de Roma.
Cavalleria rusticana sigue siendo una de las óperas más populares; en las estadísticas de Operabase. Aparece con el núm. 27 de las cien óperas más representadas en el período 2005-2010, la 16.ª en italiano y la primera de Mascagni. Por su corta duración (1 hora 15 minutos), desde 1893 se ha representado a menudo en un programa doble de dos horas y media llamado Cav/Pag, con Pagliacci de Ruggero Leoncavallo. Hay piezas que se suelen interpretar por separado en conciertos, como los coros o el intermedio orquestal. La popularidad de esta obra, de gran emotividad, se vio enormemente reforzada en el siglo XX por la inclusión de parte de una representación de la misma en la película El padrino III, y fue también el tema principal de la película de Martin Scorsese Toro Salvaje.

## Historia de la composición

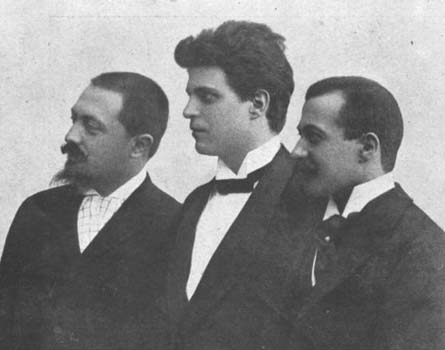
Pietro Mascagni, el compositor de Cavalleria rusticana, acompañado por sus libretistas, Giovanni Targioni-Tozzetti y Guido Menasci, en 1893.

En julio de 1888 el editor milanés de música Edoardo Sonzogno anunció una competición abierta a todos los jóvenes compositores italianos que aún no hubieran visto una ópera suya representada en el escenario. Se les invitó a presentar una ópera en un acto y las tres mejores (seleccionadas por un jurado de cinco destacados críticos y compositores italianos) se representarían en Roma a cargo de Sonzogno.
Mascagni oyó hablar del concurso solo dos meses antes de la fecha final y pidió a su amigo Giovanni Targioni-Tozzetti, un poeta y profesor de literatura en la Real Academia naval italiana en Livorno, que le proporcionara un libreto. Targioni-Tozzetti eligió Cavalleria rusticana, un cuento popular de Giovanni Verga como la base de la ópera. Él, junto con su colega Guido Menasci se pusieron a componer el libreto, enviándoselo a Mascagni a trozos, a veces solo unos pocos versos esa vez en la parte de atrás de una postal. La ópera fue finalmente presentada el último día del plazo. En total, se presentaron 73 óperas, y el 5 de marzo de 1890, los jueces seleccionaron las tres obras finales: Labilia de Niccola Spinelli, Rudello de Vincenzo Ferroni y Cavalleria rusticana.
Había otras dos óperas basadas en la historia de Verga. La primera, Mala Pasqua! de Stanislao Gastaldon, se había presentado al mismo concurso que la de Mascagni. Sin embargo, Gastaldon la retiró cuando se le presentó la oportunidad de que se representara en el Teatro Costanzi. Se estrenó allí el 9 de abril de 1890. En la competición de Sonzogno del año 1907, Domenico Monleone presentó una ópera basada en la historia, que también tituló Cavalleria rusticana. La ópera no tuvo éxito en el concurso, pero se estrenó más tarde ese año en Ámsterdam y siguió una gira exitosa por Europa, acabando en Turín. Sonzogno, deseando proteger la lucrativa propiedad en la que se había convertido la versión de Mascagni, emprendió acciones legales y con éxito consiguió que se prohibiera la representación de la ópera de Monleone en Italia. Monleone cambió la ópera "más allá de todo reconocimiento", adaptando la música a un nuevo libreto. De esta forma se presentó como La giostra dei falchi en 1914. Pietro Mascagni murió el 2 de agosto de 1945 en Roma.

## Historia de las representaciones
Aunque Mascagni había empezado a escribir otras dos óperas antes (Pinotta, estrenada en 1932 y Guglielmo Ratcliff, estrenada en 1895), Cavalleria rusticana fue su primera obra terminada y representada. Sigue siendo la más conocida de sus quince óperas y operetas (Sì). Aparte de Cavalleria rusticana, solo Iris y L'amico Fritz han permanecido en el repertorio estándar, con Isabeau y Il piccolo Marat en los límites exteriores del repertorio italiano.
Su éxito ha sido un fenómeno desde su primera representación en el Teatro Costanzi en Roma el 17 de mayo de 1890 hasta la actualidad. Cuando Mascagni murió en 1945, la ópera había alcanzado, tan solo en Italia, las 14 000 representaciones.
La primera representación de Cavalleria rusticana causó sensación, con Mascagni apareciendo 40 veces a saludar en la noche del estreno, y ganando el Primer Premio. Aquel mismo año, después de venderse todas las representaciones en el Teatro Costanzi, la ópera se produjo por toda Italia y en Berlín. Recibió su estreno en Londres en el Teatro Shaftesbury el 19 de octubre de 1891 y su estreno en el Covent Garden el 16 de mayo de 1892.

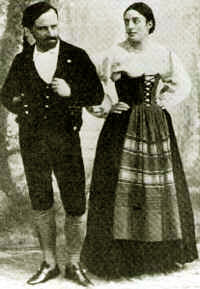
Gemma Bellincioni como Santuzza, y su esposo, Roberto Stagno, como Turiddu, en el estreno de 1890 de Cavalleria rusticana.

Los productores estadounidenses lucharon entre sí, a veces a través de los tribunales, en ser el primero que presentase la ópera en aquel país. Cavalleria rusticana finalmente se estrenó en Filadelfia en la Grand Opera House el 9 de septiembre de 1891, seguida por Chicago el 30 de septiembre de 1891. La ópera se estrenó en Nueva York el 1 de octubre de 1891 con dos representaciones rivales en el mismo día, una representación vespertina en el Casino, dirigida por Rudolph Aronson y una por la tarde-noche en el Liceo Lenox dirigida por Oscar Hammerstein.
La ópera se estrenó en el Met el 30 de diciembre de 1891 en un programa doble con un fragmento de Orfeo y Eurídice de Gluck y desde entonces se ha representado allí 652 veces, la más reciente el 10 de abril de 2009 con José Cura como Turiddu e Ildikó Komlósi como Santuzza.

## Personajes
| Personaje                                   | Tesitura          | Reparto el 17 de mayo de 1890 Director: Leopoldo Mugnone |
| ------------------------------------------- | ----------------- | -------------------------------------------------------- |
| Santuzza, joven campesina                   | soprano dramática | Gemma Bellincioni                                        |
| Turiddu, joven campesino, novio de Santuzza | tenor dramático   | Roberto Stagno                                           |
| Alfio, carretero                            | barítono          | Guadenzio Salassa                                        |
| Mamma Lucia, madre de Turiddu               | contralto         | Federica Casali                                          |
| Lola, esposa de Alfio                       | mezzosoprano      | Annetta Guli                                             |
| Campesinos, niños, arrieros, etc.           |                   |                                                          |

## Argumento

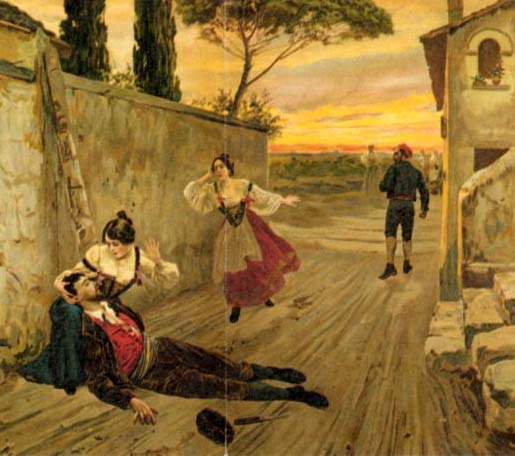
Ilustración de Cavalleria Rusticana, alrededor de1880

La acción se desarrolla en la Sicilia del siglo XIX en el día de Pascua.
Turiddu, un joven del pueblo, ha vuelto del servicio militar para encontrarse con el hecho de que, mientras él estaba afuera, su amor Lola, se ha casado con Alfio, el próspero carretero del pueblo. En venganza, Turiddu seduce a Santuzza, una muchacha del pueblo. Al empezar la ópera, Lola, muerta de celos por Santuzza, ha comenzado una relación adúltera con Turiddu.
Sin haberse levantado aún el telón, comienza la ópera con uno de los fragmentos para solistas más famosos, la serenata conocida como La siciliana, que Turiddu dedica a Lola O Lola ch'ai di latti -"Oh, Lola, bella como los brillantes brotes de la primavera". Lola y Turiddu hablan fuera de escena. El telón se alza sobre la plaza principal del pueblo. Se ve, al fondo a la derecha una iglesia y a la izquierda, la taberna y la casa de Mamma Lucía, donde ella vive con su hijo Turiddu. Los hombres corren al reclamo de amor de las mujeres, como vuela el pájaro al reclamo de su amada. Todo el pueblo está reunido en la iglesia, delante de la taberna de Mamma Lucia. Los parroquianos van entrando en la iglesia. Canta un coro Gli aranci olezzano - ""El aire es dulce con la flor de azahar", que se interpreta frecuentemente en conciertos de coros de ópera, y un himno a la Virgen María. Algunos campesinos entran en la iglesia, otros van paseando mientras su canto disminuye.
Mamma Lucía sale de la taberna. Santuzza, que ha tenido relaciones con Turiddu y sospecha que la ha traicionado con Lola, está preocupada y se acerca a Lucía; le pregunta por Turiddu, pero esta le responde que él ha ido a Francofonte a comprar vino. Santuzza le dice que lo han visto entrada la noche por el pueblo. Lucia le pide que entre para hablar, pero justo en aquel momento Alfio se presenta con su carro, acompañado por los campesinos. Él alaba las alegrías de la vida del carretero y la belleza de su esposa. Le pide a Mamma Lucía algo de su mejor vino añejo. Ella le dice que se ha quedado sin él y que Turiddu se ha ido a comprar más. Alfio replica que vio a Turiddu por la mañana cerca de su casa. Lucia empieza a expresar su sorpresa, pero Santuzza la detiene.
Alfio se une a los demás en la iglesia. En la procesión de Pascua de Resurrección, todo el pueblo entona un himno de Pascua (Regina Coeli Laetare) en el cual Santuzza y el coro entremezclan sus voces con sus plegarias. El intermezzo musical y la oración Regina Coeli Laetare son los fragmentos más famosos de esta ópera.
Todos entran en la iglesia. Solo quedan fuera Mamma Lucia y Santuzza. Mamma Lucía le pregunta a Santuzza por qué la ha hecho callar cuando Alfio dijo que había visto a Turiddu aquella mañana. Santuzza revela su sufrimiento (Voi lo sapete, o mamma - "Ahora lo sabrás", una de las piezas para solistas más destacadas): antes de que Turiddu se hiciera soldado, él le había jurado a Lola fidelidad eterna y cuando volvió, Lola se había casado con Alfio. Turiddu trató de apagar la llama de su corazón con un nuevo amor (Santuzza), pero parece que nunca se ha apagado la llama de su amor por Lola. Lola, celosa, se ha dedicado desde entonces a seducir a Turiddu (Me l'ha rapito). Lucia se apena por Santuzza, a quien los habitantes del pueblo consideran excomulgada debido a que ha sido seducida por Turiddu. Santuzza no puede entrar en la iglesia, pero le ruega a Lucia que entre y que rece por ella.
Mamma Lucía entra a la Iglesia y llega Turiddu a la taberna, según él, viene de Francofonte. Santuzza le dice que quiere hablarle, que por la mañana ella lo vio, y también Alfio. Le dice que ella sabe que estuvo con Lola. Turiddu piensa que lo ha espiado. Entonces empieza un dúo musical donde Santuzza suplica a Turiddu que no la deje (Oh, Turiddu, rimani ancora). Entra Lola y canta su solo Fior di giaggiolo, coquetea con Turiddu y se burla de Santuzza; de ahí entra a la Iglesia. Turiddu se vuelve para seguir a Lola, pero Santuzza le ruega que se quede. Turiddu la desdeña, la tira al suelo y se va a la Iglesia. Santuzza termina deseándole una mala Pascua (D.: No, no Turiddu).
Entra en escena Alfio, buscando a Lola. Santuzza le cuenta la infidelidad de Lola. Alfio está furioso y jura que se vengará (Ad essi, non perdono, vendetta avrò). Al quedarse la plaza vacía, suena el Intermezzo, intermedio orquestal, pieza que suele interpretarse en conciertos.
Luego salen los pueblerinos de la iglesia. Turiddu está alegre porque está con Lola y parece que Santuzza se ha ido. Invita a sus amigos a la taberna de su madre, y canta un brindis Viva, il vino spumeggiante - "¡Viva el vino espumoso!". Entonces llega Alfio; Turiddu le ofrece un vaso de vino y Alfio lo rechaza violentamente, diciendo que se puede convertir en veneno dentro de su pecho. Turiddu le responde "como quieras" y arroja el vino. Las mujeres se llevan a Lola. Alfio reta a Turiddu; siguiendo la costumbre siciliana, los dos hombres se abrazan y Turiddu, como muestra de su aceptación, muerde la oreja de Alfio, haciéndola sangrar, lo que significa una lucha a muerte. Alfio se marcha y Turiddu llama a su madre. Le dice que va a salir a airearse y, presintiendo el desenlace, Turiddu pide a su madre que lo bendiga y que, si algo le pasara, cuidase de Santuzza como una hija (A.: Mamma, quel vino è generoso.... Un bacio, mamma! Un altro bacio! — Addio! - "Mama, aquel vino es generoso... Un beso, ¡mamá! ¡Otro beso! - ¡Adiós!".
Turiddu se marcha apresuradamente. Lucia, llorando, vaga sin dirección afuera de su casa. Santuzza se le acerca y la abraza. Los pueblerinos comienzan a rodearlas. En el huerto, Alfio mata a Turiddu. Se oyen voces a lo lejos, y una mujer grita Hanno ammazzato compare Turiddu - "Han matado al compadre Turiddu". Santuzza se desmaya y Mamma Lucía se desvanece en los brazos de las mujeres del pueblo.

## Orquestación
Mascagni requiere una orquesta estándar formada por 2 flautas, 2 piccolos, 2 oboes, 2 clarinetes, 2 fagotes, 4 trompas, 2 trompetas, 3 trombones, tuba, timpani, percusión (triángulo, címbalos, bombo, caja, gong, campanas tubulares), arpa, órgano y cuerdas.

## Grabaciones
Ha habido más de 120 grabaciones integrales de Cavalleria rusticana publicadas desde que fue grabada por vez primera en Alemania en 1909. En cuanto a grabaciones en vivo de la ópera, se han emparejado a menudo con Pagliacci de Leoncavallo. Además del original italiano, se han realizado grabaciones de la obra en inglés, francés, alemán y húngaro. Entre algunas de las grabaciones de estudio más conocidas en italiano están:
| Año     | Elenco (Santuzza, Turiddu, Alfio, Lucia)                                                  | Director, Teatro y orquesta | Sello discográfico                                                                  |
| ------- | ----------------------------------------------------------------------------------------- | --- | ----------------------------------------------------------------------------------- |
| 1927    | May Blyth, Heddle Nash, Harold Williams, Justine Griffiths                                | Aylmer Buesst, Compañía de Ópera Nacional Británica                                                                                               |                                                                                     |
| 1929-30 | Delia Sanzio, Giovanni Breviario, Piero Biasini Olga de Franco                            | Carlo Sabajno, Orquesta y coro de La Scala | Audio CD: Arkadia Cat: 78046                                                        |
| 1930    | Giannina Arangi-Lombardi, Antonio Melandri, Gino Lulli Ida Mannarini                      | Lorenzo Molajoli, Orquesta Sinfónica de Milán | Audio CD: Preiser Records Cat: 90042                                                |
| 1940    | Lina Bruna Rasa, Beniamino Gigli, Gino Bechi, Giulietta Simionato                         | Pietro Mascagni, Orquesta y coro de La Scala de Milán                                                                                             | Audio CD: Naxos CD Cat: 8.110714-15                                                 |
| 1950    | Giulietta Simionato, Achille Braschi, Carlo Tagliabue, Liliana Pellegrino                 | Arturo Basile Coro Lírico y Orquesta de Cetra | Audio LP: Cetra Records                                                             |
| 1951    | Valentina Petrova, Eddy Ruhl, Ivan Petrov, Lidia Malani                                   | Erasmo Ghiglia Orquesta y coro del Mayo Musical Florentino                                                                                        | Audio LP: Remington Records Cat: 199-74                                             |
| 1953    | Zinka Milanov, Jussi Björling, Robert Merrill, Margaret Roggero                           | Renato Cellini Orquesta de la RCA, Coro Robert Shaw                                                                                               | Audio CD: RCA Cat: CD 6510-2-RG                                                     |
| 1953    | Margaret Harshaw, Richard Tucker, Frank Guarrera, Thelma Votipka                          | Fausto Cleva Orquesta y coro de la Metropolitan Opera                                                                                             | Audio LP: Columbia Cat: SL-123; Audio CD: Sony Cat:                                 |
| 1953    | Maria Callas, Giuseppe Di Stefano, Rolando Panerai, Ebe Ticozzi                           | Tullio Serafin Orquesta y coro de La Scala | Audio CD: EMI CD Cat: 7243 5 56287 2 5                                              |
| 1954    | Elena Nicolai, Mario del Monaco, Aldo Protti, Anna Maria Anelli                           | Franco Ghione Orquesta Sinfónica de Milán | Audio LP: Decca Cat: ACL 199-200; Audio CD: Great Opera Performances Cat: GOP 66314 |
| 1957    | Renata Tebaldi, Jussi Björling, Ettore Bastianini, Rina Corsi                             | Alberto Erede Orquesta y coro del Mayo Musical Florentino                                                                                         | Audio CD: Decca CD Cat: 458 2242                                                    |
| 1958    | Caterina Mancini, Gianni Poggi, Aldo Protti, Aurora Cattelani                             | Ugo Rápalo Orquesta y coro del Teatro de San Carlos                                                                                               | Audio LP: Philips Cat: SABL 135-7                                                   |
| 1960    | Giulietta Simionato, Mario del Monaco, Cornell MacNeil, Anna di Stasio                    | Tullio Serafin Orquesta y coro de la Academia Nacional de Santa Cecilia                                                                           | Audio CD: Decca Cat: 467 484-2                                                      |
| 1962    | Victoria de los Ángeles, Franco Corelli, Mario Sereni, Corinna Vozza                      | Gabriele Santini Orquesta y coro de la Ópera de Roma                                                                                              | Audio CD: EMI CD Cat: 72438-19968-2-9                                               |
| 1965    | Fiorenza Cossotto, Carlo Bergonzi, Giangiacomo Guelfi, Maria Gracia Allegri               | Herbert von Karajan Orquesta y coro de La Scala                                                                                                   | Audio CD: Deutsche Grammophon Cat: CD 419 257-2                                     |
| 1966    | Elena Souliotis, Mario del Monaco, Tito Gobbi, Anna di Stasio                             | Tullio Serafin Orquesta y coro de Roma | Audio LP: Decca ??                                                                  |
| 1976    | Julia Varady, Luciano Pavarotti, Piero Cappuccilli, Ida Bormida                           | Gianandrea Gavazzeni Orquesta Filarmónica Nacional London Voices                                                                                  | Audio CD: Decca Classics Cat: 00289 414 5902                                        |
| 1978    | Renata Scotto, Plácido Domingo, Pablo Elvira, Isola Jones                                 | James Levine Orquesta Filarmónica Nacional | Audio CD: RCA Victor Cat: RCA RD 83091                                              |
| 1979    | Montserrat Caballé, José Carreras, Matteo Manuguerra, Astrid Varnay                       | Riccardo Muti Orquesta Philharmonia | Audio CD: EMI CD Cat: EMI CMS 7 63650 2                                             |
| 1981    | Martina Arroyo, Franco Bonisolli, Bernd Weikl, Juliana Falk                               | Lamberto Gardelli Orquesta y coro de la Radio de Baviera                                                                                          | Audio CD: Eurodisc                                                                  |
| 1985    | Yelena Obraztsova, Plácido Domingo, Renato Bruson, Fedora Barbieri                        | Georges Prêtre Orquesta y coro de La Scala | Audio CD: Decca 470 570-2; DVD: DG Cat: 073 4034                                    |
| 1989    | Agnes Baltsa, Plácido Domingo, Juan Pons, Vera Baniewicz                                  | Giuseppe Sinopoli Orquesta Philharmonia de Londres, coro de la Royal Opera House Convent Garden                                                   | Audio CD: Deutsche Grammophon Cat: CD 429 568-2                                     |
| 1990    | Jessye Norman, Giuseppe Giacomini, Dmitri Hvorostovsky, Rosa Laghezza                     | Semión Bychkov Orquesta y coro de París | Audio CD: Philips Cat: 432 105-2                                                    |
| 1992    | Stefka Evstatieva, Jaume Aragall, Eduard Tumagian, Alzbeta Michalková                     | Ali Rahbari Orquesta Sinfónica de la Radio Checoslovaca Coro Filarmónico Eslovaco                                                                 | Audio CD: Naxos Cat: 8 660022                                                       |
| 1997    | Nelly Miricioiu, Dennis O'Neill, Phillip Joll, Elizabeth Bainbridge                       | David Parry Orquesta Filarmónica de Londres Coro Geoffrey Mitchell                                                                                | Audio CD: Chandos Cat: CHAN 3004                                                    |
| 2005    | Daniela Fuentes, Juan Castro, Henry Ceballos D, Ema Vargas, Slujeit Alfaro A.             | Coro Dusan Teodorovic de la Universidad Arturo Prat Orquesta Clásica de la UNAP todo bajo la dirección general del maestro Carlos Morales Escobar |                                                                                     |
| 2012    | Paola Rodríguez B., Claudio Carda M., Henry Ceballos D., Ema Vargas F., Slujeit Alfaro A. | Carlos Morales, Coro de Estudiantes de la Universidad Arturo Prat                                                                                 | >                                                                                   |

## Radio
Un programa doble de Cavalleria y Pagliacci fue la primera retransmisión radiofónica de la Metropolitan Opera de Nueva York el 1 de diciembre de 1910. El pionero de la radio Lee De Forest habló con Giulio Gatti-Casazza, el mánager del Met, para que lanzara el programa por las ondas a través de un transmisor de radio en la parte trasera del escenario y una antena en el tejado, "usando una larga caña como mástil." Enrico Caruso y Emmy Destinn estaban en los papeles principales.
Pocos escucharon. No había radios. Pero los receptores públicos habían sido colocados en lugares bien anunciados en la ciudad de Nueva York, y la gente podía captar al menos un poco de la música en auriculares. Al día siguiente, el New York Times dijo que la estática y otras interferencias "impidieron que las ondas sin casa se encontrasen a sí mismas."
En Los Ángeles, California, un concierto "Noche italiana" se oyó en vivo "en su integridad" el 6 de mayo de 1930, como el tercer programa de la serie de óperas Adohr por estación de radio KFI, representando "Un elenco distinguido... encabezado por Lisa Roma, destacada soprano lírica... Los melómanos no deben dejar de escucharlo."
Un uso destacado del Intermezzo de Cavalleria rusticana en los Estados Unidos fue como tema de una retransmisión de radio regular, Symphony of the Rockies, que presentaba "un pequeño grupo de cuerda tocando música clásica" en los años treinta y cuarenta en la estación de Salt Lake City KOA, entonces propiedad y operada por la red NBC. "Fue un 'feed' para toda la red de los estudios KOA."

## Cine
Aparte de grabaciones video de representaciones en vivo, ha habido varias versiones de cine de Cavalleria rusticana, siendo las más destacadas:
- La película muda de 1916 acompañada por la partitura de Mascagni, dirigida por Ugo Falena, con Gemma Bellincioni, quien había creado el papel de Santuzza en el estreno mundial de la ópera.

- La película de 1953 dirigida por Carmine Gallone, usando actores que hacían play-back con las voces de cantantes de ópera, con un joven Anthony Quinn como Alfio doblado por la voz de Tito Gobbi. (Lanzado en los Estados Unidos con el título de Fatal Desire)

- La película de 1968 dirigida por Åke Falck, con Fiorenza Cossotto como Santuzza, Gianfranco Cecchele como Turiddu, Giangiacomo Guelfi como Alfio y Anna di Stasio como Lucia. (La Scala, Milán dirigida por Herbert von Karajan.)

- La película de 1982 dirigida por Franco Zeffirelli, usando cantantes de ópera como actores con Plácido Domingo como Turiddu, Yelena Obraztsova como Santuzza, Renato Bruson como Alfio y Fedora Barbieri como Lucia.

El intermedio sinfónico de la ópera ha figurado en la banda sonora de varias películas, especialmente en la apertura de Toro salvaje.
En El padrino III, se aprecia una representación de la ópera como clave en el clímax de la película, pero tomándose libertades en un estilo típicamente hollywoodiense con Anthony Vito Corleone (hijo de Michael) en el papel de Turiddu en su ópera debut, donde la banda sonora combina fragmentos de la ópera con uno de los temas principales de El padrino.
En el Director's Cut de Watchmen, el anciano Hollis Mason es asesinado por una banda conocida como los knottops quien lo confunde con el joven Night Owl. El desfile de Pascua tiene lugar después de que Alfio desafíe a Turiddu a duelo